# Salvatore Corvaya
Salvatore Corvaya (Licata, 21 aprile 1872 – Milano, 11 marzo 1962) è stato un pittore italiano attivo in ambito milanese.

## Biografia
Pittore autodidatta, si recò a Milano per il servizio militare e lì rimase intraprendendo una carriera improntata dapprima al verismo ottocentesco e in seguito alla realizzazione di ritratti su committenza. Dal 1906 fu titolare in società con Carlo Bazzi della Vetreria Corvaya e Bazzi alla quale si deve, fra le altre cose, uno dei grandi velari di Palazzo Mezzanotte a Milano.

## Opere
Sue opere figurano a Milano nelle collezioni d'arte della Fondazione Cariplo, nella Quadreria dei benefattori dell'Ospedale Maggiore e nella Galleria d'arte moderna.